# Gdańsk (okręg historyczny)

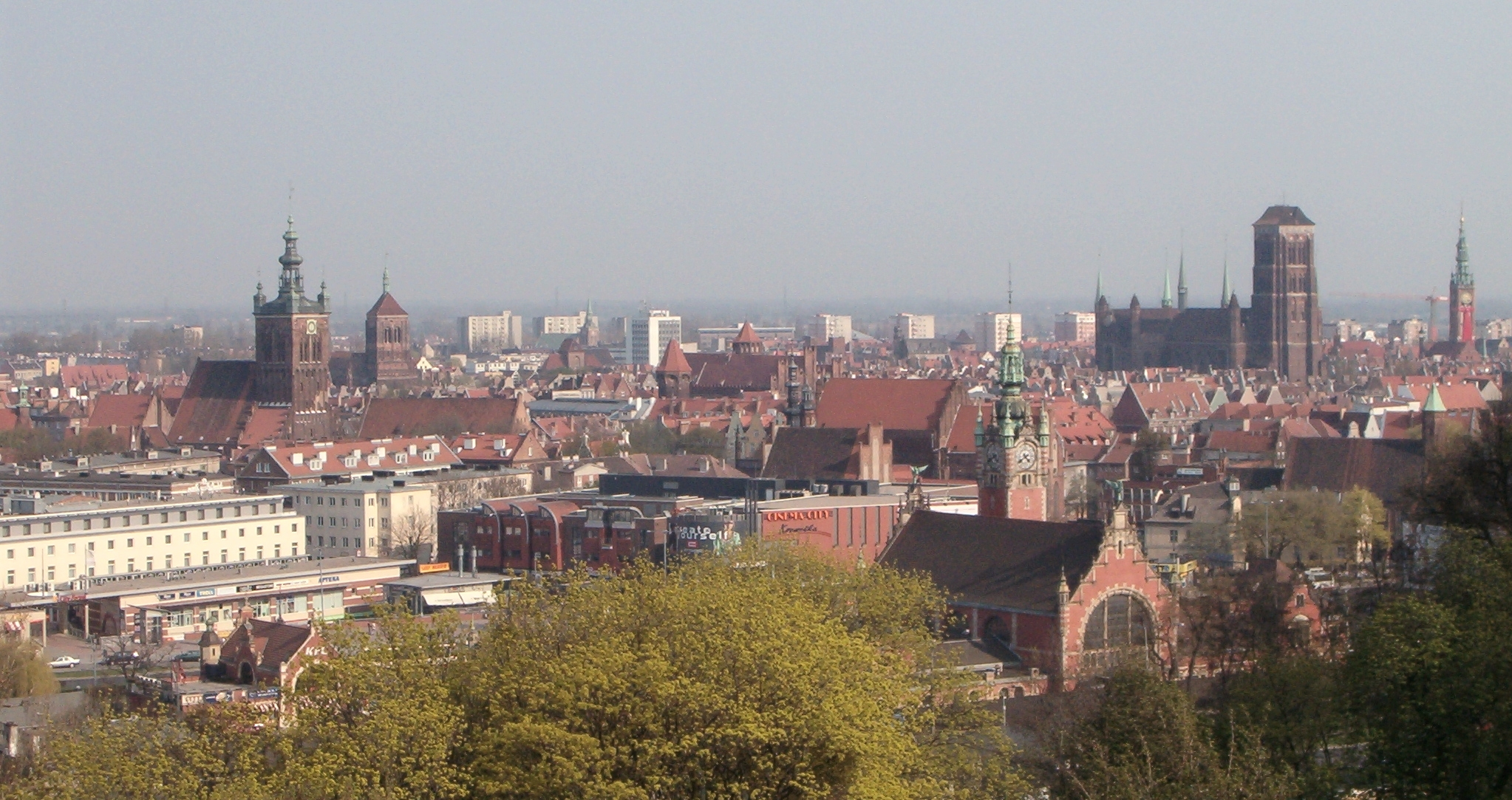
Widok na część okręgu historycznego Gdańsk

Gdańsk – jeden z sześciu okręgów historycznych w Gdańsku. Na tym obszarze znajduje się dawne oraz współczesne centrum miasta. 16 września 1994 roku historyczny Gdańsk (w zasięgu obwarowań z XVII wieku) został wpisany na listę Pomników historii.
W skład okręgu wchodzą następujące jednostki morfogenetyczne:
- Biskupia Górka
- Chełm
- Długie Ogrody
- Dolne Miasto
- Emaus
- Główne Miasto
- Grodzisko
- Knipawa
- Nowe Ogrody
- Nowe Ujeścisko
- Ołowianka
- Oruńskie Przedmieście
- Rudno
- Siedlce
- Sienna Grobla I
- Stara Wieś
- Stare Miasto
- Stare Przedmieście
- Stare Szkoty
- Suchanino
- Wyspa Spichrzów
- Wzgórze Mickiewicza
- Zaroślak.